# سیارک ۶۲۶

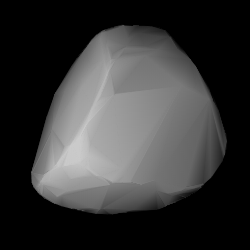
مدل سه‌بُعدی سیارک ۶۲۶ بر طبق منحنی نور آن

سیارک ۶۲۶ (به انگلیسی: 626 Notburga، نامگذاری:1907XO) ششصد و بیست و ششمین سیارک کشف شده‌است که در ۱۱ فوریه ۱۹۰۷ و در هایدلبرگ کشف شد.
قدر مطلق سیارک برابر ۹٫۰۰ است.